# Edisson Jordanov
Edisson Jordanov (bolgárul: Едисон Йорданов (Ediszon Jordanov); Rostock, 1993. június 8. –) német-bolgár labdarúgó, a Westerlo középpályása.

## Sikerei, díjai
- Dudelange
  - Luxemburgi bajnok: 2016–17, 2017–18, 2018–19
  - Luxemburgi kupa: 2016–17, 2018–19

- Union SG
  - Belga másodosztály: 2020–21

- Westerlo
  - Belga másodosztály: 2021–22